# Papiros Mayer
Los Papiros Mayer  son dos antiguos documentos egipcios de la XX dinastía que contienen registros de procedimientos judiciales contra ladrones de tumbas y que ahora se conservan en el World Museum de Liverpool, Inglaterra. 

## Papiro Mayer A
El más conocido de los dos es el Papiro Mayer A. Trata de las sesiones judiciales celebradas en los dos primeros años del Whm Mswt o Renacimiento, una época que comenzó en el año 19 del rey Ramsés XI.
Un panel formado por el visir del Sur y tres altos funcionarios interrogó a sospechosos acusados de robos de tumbas en Deir el-Bahari (cf. también el Papiro Abbott y el Papiro Amherst). El interrogatorio tanto de los sospechosos como de los testigos fue precedido de un bastinado y se administró un juramento en nombre del rey.
Las confesiones de los seis sospechosos fueron corroboradas por el testimonio del jefe de policía de la Necrópolis tebana y otros testigos, entre ellos el hijo de uno de los ladrones que había muerto mientras tanto. Este testigo afirma haber sido un niño en el momento del delito; aún así, fue golpeado cuando lo interrogaban, al igual que una testigo femenina.
Aunque el antiguo sistema judicial egipcio era bastante brutal y tendencioso contra los acusados, un veredicto de culpabilidad no era una conclusión inevitable: el Papiro Mayer A registra la liberación de cinco hombres que habían sido declarados inocentes.
El World Museum ha datado A aproximadamente entre 1083 y 1080 a. C.

## Papiro Mayer B

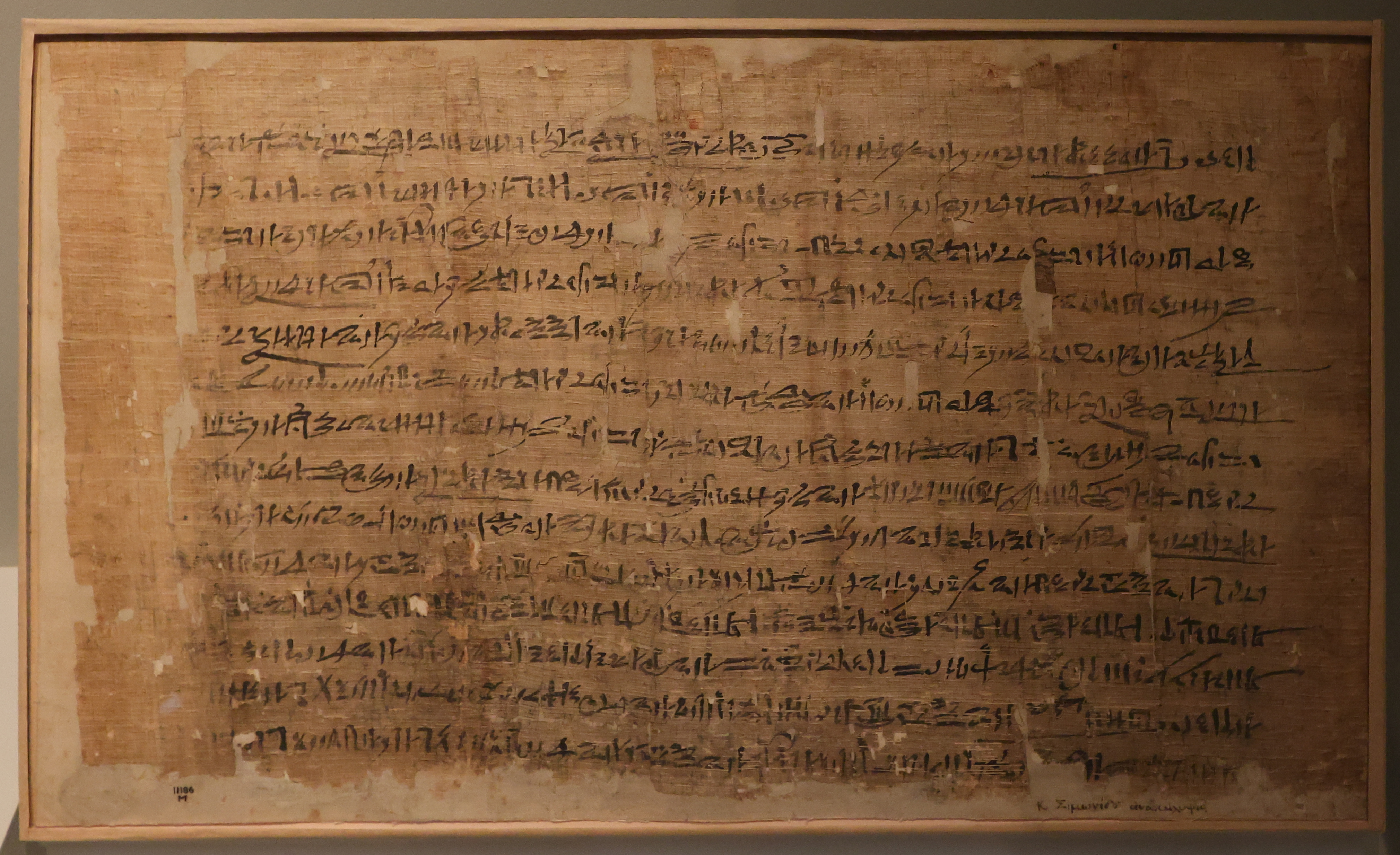
Papiro Mayer B en el World Museum de Liverpool.

El papiro Mayer B es un fragmento de papiro, inscrito únicamente en el recto. Consta de 14 líneas horizontales conservadas de escritura hierática, en una forma típica de la XX dinastía. Tanto su principio como su final están incompletos. Trata del robo de la tumba del rey Ramsés VI, al que no se alude en ninguno de los otros papiros supervivientes sobre robos de tumbas. En la parte conservada del papiro no han sobrevivido nombres de funcionarios. De los cinco ladrones nombrados, ninguno puede ser identificado con certeza.  El calderero Pentahetnajt puede o no haber sido el mismo calderero Pentahetnajt, hijo de Kedajtef, mencionado en Pap. BM 10054 como miembro de una banda que fue juzgada en el año 16 de Ramsés IX. 
Cyril Aldred ha señalado que el cofre del sarcófago de Ramsés VI debe haber sido retirado relativamente pronto después del entierro, porque los ungüentos sacramentales aún no habían tenido tiempo de solidificarse,  pero si esto se hizo durante el saqueo de los ladrones juzgados en Pap. Mayer B permanece incierto.
El World Museum ha datado B aproximadamente en el año 1118 a. C.